# Falsterbo Rev
Falsterbo Rev er et rev, som ligger syd for Falsterbo i Skåne. Revet består af flere grundlæggende hæle af sand og sten med omkring 3 meter dybde. Mange ulykker har fundet sted her på grund af revet og i 1831 blev Sveriges første fyrskib forankret her dog kun midlertidigt. Siden 1844 var der en permanent fyrskib på stedet, indtil 1972. Det var også den sidste svenske station, der blev trukket tilbage og erstattet med et sænkekassefyrtårn. Falsterbokanalen blev bygget for at reducere ulykker, da skibene tidligere var tvunget til at passere Falsterbo Rev på deres vej gennem Øresund.

## Eksterne kilder og henvisninger
- Björn M Jakobsen & Sven Rosborn: Den sydsvenska sandkusten. Rapport Fotevikens Museum 2000. (Webside ikke længere tilgængelig)
- Strandinger og forlis omkring Skanør/Falsterbo, Falsterbo rev Arkiveret 7. marts 2016 hos  Wayback Machine

55°20′48.04″N 12°48′32.19″Ø / 55.3466778°N 12.8089417°Ø